# Pierre della Faille
Pour les articles homonymes, voir della Faille.
Pierre della Faille de Leverghem est un poète belge (né à Deurne en Belgique le 21 juillet 1906 - décédé à Sartène en Corse le 9 juin 1989). Sa poésie est incisive, son style a été décrit comme anarchique, vif, acerbe et dévastateur.  

## Biographie
Pierre della Faille était l'aîné des sept enfants de Henry della Faille de Leverghem (1882-1919) et Isabelle Bosschaert de Bouwel, d'une partie de la famille della Faille établie dans la région d'Anvers depuis plusieurs générations.
Il fit les candidatures de philosophie et lettres aux Facultés universitaires Notre-Dame de la Paix à Namur et poursuivit avec une année de droit à Louvain.
En 1929 il épousa à Gand Françoise de Séjournet de Rameignies (Gand, 1er février 1908 - Uccle 19 janvier 2000) et ils eurent trois fils.
De 1935 à 1940 il fut directeur de l'association 'Le Foyer de l’Art vivant', centre de musique et de théâtre. Il était d'autre part secrétaire du Comité pour la province d'Anvers de l'Association de la noblesse du royaume de Belgique, secrétaire de rédaction du Bulletin de cette association et collaborateur de la revue généalogique et héraldique Le Parchemin fondée en 1936.
En 1948, la rencontre avec la Hongroise Isabelle Vital, qui devint sa compagne, le poussera vers la poésie. En rupture avec son milieu social, il quittera définitivement la Belgique vers 1963 pour s’exiler sur la presqu’île de Tromba à Sartène. Le divorce avec son épouse fut officialisé en 1976.
Un ami, le poète Jacques Crickillon dit de lui qu'il s’était retiré des mondanités de l’aristocratie belge à laquelle il appartenait, mais également de l’establishment culturel qui l’ignora longtemps. Crickillon classe della Faille dans la catégorie des poètes en révolte. 
Della Faille reçut en 1971 le Prix triennal de poésie.

## Poésie hongroise
Avec sa compagne, il traduira en français plusieurs poètes hongrois contemporains tels Minka Czóbel (hu), Milán Füst et Gyula Illyés.

## Œuvre
Par ordre chronologique.
- Regarde l'eau noire, Bruxelles, La Cigale, 1953
- Migrations, Paris, Caractères, 1955
- Sa majesté l'écorché, Paris, Caractères, 1956
- Volturno, Jarnac, La Tour de Feu, 1958
- L'homme inhabitable, s.l., La Fenêtre Ardente, 1961
- Autopsie de Sodome, s.l., La Fenêtre Ardente, 1964
- Le Grand Alléluia, s.l., La Fenêtre Ardente, 1966
- Mise à feu, s.l., Robert Morel, 1968
- Les grands de l'obscur, s.l., Gaston Puel, 1970
- L'homme glacial, Bruxelles, Bruxelles, Jean-Luc Vernal, 1970
- Requiem pour un ordinateur, s.l., Robert Morel, 1971
- Usa/Sos, Bruxelles, Jean-Luc Vernal, 1973
- Folie Robot, Paris, éd. Saint-Germain-des-Prés, 1974
- Cobalt John, illustrations de Jean-Pierre Le Boul'ch, Bruxelles, Le Cormier, 1977
- Le royaume d'eau très vaste, Saint-Jean-de-Losne, Thierry Bouchard, 1979
- Le mythe de Gold Archibald, Bruxelles, Le Cormier, 1979
- Poésie et connaissance, Bruxelles, Le Cormier1985
- Le Poète en lambeaux, Marseille, Sud, 1986
- Esquisses pour une métapoésie, Bruxelles, Le Cormier, 1986
- Jean de la Faute, Bruxelles, Le Cormier, 1998

## Archives
- Centre international d'études poétiques, Bruxelles, Fonds Pierre della Faille

## Littérature
- Michel Breton, La nouvelle poésie française : poèmes de Guy Bellay, Gabriel Cousin, Pierre Della Faille, François Dodat, Librairie Saint-Germain-des-Prés, 1970.
- À l'est des pharisiens. Une interview de Pierre Della Faille, Bruxelles, Jean-Luc Vernal, 1970.
- M. Monate, Un poète de la cruauté et du refus, in: Courrier du Centre international d'études poétiques, Bruxelles, nov/dec 1978.
- Pierre della Faille, Dossiers du Centre d'action culturelle de la communauté d'expression française, 1981.
- Christian Berg & Robert Frickx (dir.), Lettres françaises de Belgique. Dictionnaire des œuvres. II. La poésie, Gembloux, Duculot, 1988.
- Liliane Wouters & Alain Bosquet, La poésie francophone de Belgique 1903-1926, Tome 3, Bruxelles, Palais des Académies, 1992.
- Laurent Robert, L'empire de la stérilité, in: Promotion des Lettres, Communauté française de Belgique, 1998.
- Humbert de Marnix de Sainte Aldegonde, État présent de la noblesse belge, Annuaire 2006, Bruxelles, 2006.
- Jacques Crickillon, Pierre della Faille : Le poète ermite de Tromba, Bruxelles, Académie royale de langue et de littérature françaises de Belgique, 2008
- Eric de Séjournet de Rameignies, Livre de raison des Séjournet de 1384 à nos jours. Tome I. Le fil des temps, édition électronique, 2010-2011.